# Liste des lieux historiques nationaux du Canada aux Territoires du Nord-Ouest
Voici la liste des lieux historiques nationaux du Canada (anglais : National Historic Sites of Canada) situé aux Territoires du Nord-Ouest. En mars 2011, on compte 12 lieux historiques nationaux aux Territoires du Nord-Ouest, dont un seul est administré par Parcs Canada.
Les noms des sites correspondent à ceux donnés par la commission des lieux et monuments historiques du Canada, qui peuvent être différents de ceux donnés par le milieu local.

## Lieux historiques nationaux
| Lieu                                      | Désignation | Municipalité                                        | Description | Photo |
| ----------------------------------------- | ----------- | --------------------------------------------------- | --- | ----- |
| Église Notre-Dame-de-Bonne-Espérance      | 1977        | Fort Good Hope 66° 15′ 07″ N, 128° 38′ 39″ O        | Vieille église de mission établie dans le Nord par les Oblats; décoration intérieure magnifique (1865-85)                                                                                         |       |
| Ehdaa                                     | 2002        | Fort Simpson 61° 51′ 33″ N, 121° 20′ 35″ O          | Un lieu de rassemblement traditionnel pour les Dénés |       |
| Fort McPherson                            | 1969        | Fort McPherson 67° 26′ 20″ N, 134° 52′ 51″ O        | Paysage traditionnelles des Teetl'it Gwich’ins; Poste de la Compagnie de la Baie d'Hudson et mission de puis cinquante années                                                                     |       |
| Fort Reliance (en)                        | 1953        | Reliance 62° 42′ 46″ N, 109° 09′ 53″ O              | Quartier général du capitaine George Back pour l’exploration de la rivière Thelon et la Great Fish (maintenant Back); quatre foyers de pierre des vestiges uniques de l’histoire du Nord canadien |       |
| Fort Resolution                           | 1973        | Fort Resolution 61° 10′ 14″ N, 113° 40′ 16″ O       | Plus ancien des lieux occupés en permanence qui tirent leur origine du commerce des fourrures dans les Territoires du Nord-Ouest; par la Compagnie de la Baie d'Hudson, 1819                      |       |
| Fort Simpson                              | 1969        | Fort Simpson 61° 51′ 36″ N, 121° 20′ 37″ O          | Postes des Compagnies du Nord-Ouest (1804) et de la Baie d'Hudson (1822) |       |
| Lieu d'hivernage de Parry's Rock          | 1930        | Region 1, Unorganized 74° 46′ 02″ N, 110° 38′ 08″ O | L'inscription que porte le rocher témoigne d'une tentative importante, pour découvrir le passage du Nord-Ouest, celle de l'expédition commandée par William Edward Parry (1819-1820)              |       |
| Nagwichoonjik (le fleuve Mackenzie)       | 1997        | Tsiigehtchic 67° 27′ 09″ N, 133° 44′ 54″ O          | Traverse les terres ancestrales des Gwichya Gwich'ins aux yeux desquels il continue de revêtir une importance culturelle, sociale et spirituelle                                                  |       |
| Pêches dénées / vestiges du fort Franklin | 1995        | Délįne 65° 11′ 11″ N, 123° 24′ 57″ O                | Lieu d'hivernage de sir John Franklin et des membres de sa deuxième expédition |       |
| Saoyú-ʔehdacho                            | 1996        | Region 2, Unorganized 65° 20′ 01″ N, 121° 00′ 06″ O | Valeurs culturelles exprimées par les liens qui existent entre le paysage, les récits oraux, les sépultures et les ressources culturelles                                                         |       |
| Sites archéologiques de Kittigazuit       | 1978        | Region 1, Unorganized 69° 20′ 25″ N, 133° 41′ 50″ O | Pêche au béluga, bande des Kittegaryumiut, dans le delta du Mackenzie; plus grand lieu de rassemblement saisonnier des Inuits dont on connaisse l'existence dans l'Arctique canadien              |       |
| Sites de la mission Hay River             | 1992        | Hay River Dene 1 (en) 60° 51′ 28″ N, 115° 43′ 26″ O | Bâtiments de mission, importants pour les Dénés de l'endroit |       |